# منطقة المدينة المنورة
منطقة المدينة المنورة هي إحدى المناطق الإدارية بالمملكة العربية السعودية ومقر إمارتها المدينة المنورة، ويتولى إمارتها الأمير سلمان بن سلطان بن عبد العزيز آل سعود، والأمير سعود بن خالد الفيصل نائبا له، وتأتي في المرتبة الثالثة من حيث المساحة، والخامسة من حيث عدد السكان. ومن أشهر أماكنها الحرم النبوي الشريف والمساجد المشهورة في المدينة مثل، مسجد القبلتين ومسجد قباء، ومقبرة بقيع الغرقد أو البقيع، هذه المقبرة التي تضم الكثير من الصحابة مثل عثمان بن عفان وزوج النبي أم المؤمنين عائشة بنت أبي بكر الصديق والعديد من أصحابه وآل بيته رضي الله عنهم أجمعين.

## التاريخ

### الهجرة النبوية
ويُقصد بها هجرة النبي محمد وأصحابه من مكة إلى يثرب والتي سُميت بعد ذلك بالمدينة المنورة؛ بسبب ما كانوا يلاقونه من إيذاء من زعماء قريش، وكانت في عام 1هـ، الموافق لـ 622م.

### الحكم السعودي للمدينة المنورة
دخلت المدينة المنورة تحت الحكم السعودي بدون قتال صباح السبت 19 جمادى الأولى سنة 1344 هـ وكان الملك عبد العزيز حريصًا على ألا يقتحم المدينة وألا يدخلها جنوده ولو فتحت أبوابها إلا بعد مراجعته. وكان عبد العزيز قد تلقى في أثناء حصاره لجدة رسالة من أمير المدينة (الشريف شحات) يعرض إليه تسليم المدينة بشرط أن يأمن أهلها وموظفوها على أرواحهم وأموالهم، وألا يستلمها إلا أحد من أفراد الأسرة السعودية فأجابهم عبد العزيز بالقبول وأمر ابنه الأمير محمد أن يسير إلى المدينة في يوم 23 ربيع الأول عام 1344 هـ. وعلى أسوار المدينة عرض الأمير محمد بن عبد العزيز ما هو قادم لأجله فأبت قيادة الحامية التسليم بعدها شدد الأمير محمد الحصار على المدينة بدون قتال عملاً بأوامر والده إلى أن تلقى صباح الجمعة 18 جمادى الأولى كتابا من القائد عزت ورئيس ديوان الإمارة يطلب ملاقاته. فأرسل لاستقبالهما وفاوضاه على التسليم بشرط إعلان العفو العام وفي صباح اليوم التالي التاسع عشر من جمادى الأولى عام 1344 هـ سُلمت المدينة المنورة.

## التقسيم الإداري

### إمارة المنطقة
أنشئت الإمارة عام 1351 هـ بعد توحيد المملكة العربية السعودية وتتبع لوزارة الداخلية السعودية.
- الأمير سلمان بن سلطان بن عبد العزيز آل سعود أمير منطقة المدينة المنورة.
- الأمير سعود بن خالد بن فيصل بن عبد العزيز آل سعود نائب أمير منطقة المدينة المنورة.

### مهام إمارة المنطقة
- تمثيل خادم الحرمين الشريفين في المنطقة.
- التأكد من تنفيذ العدالة في المنطقة.
- العمل على حفظ الأمن في المنطقة.
- العمل على توفير جميع الخدمات لسكان المنطقة، بالتعاون والتنسيق مع الجهات الحكومية، والمشاركة في مراحل تخطيط الخدمات كافة.
- تلقي شكاوى المواطنين والمقيمين والزوار، والعمل على تلبية مطالبهم وحل مشكلاتهم.

### أمراء تولوا إمارة المنطقة
تولى إمارة منطقة المدينة المنورة بدءاً من عهد المؤسس الملك عبد العزيز آل سعود الأمراء الآتية أسماؤهم:
- الأمير محمد بن عبد العزيز آل سعود، تولّى إمارة منطقة المدينة المنورة في سنة 1344 هـ. إلى 1385
- الأمير عبد المحسن بن عبد العزيز آل سعود من سنة 1385 هـ إلى سنة 1405 هـ.
- الأمير عبد المجيد بن عبد العزيز آل سعود من سنة 1406 هـ إلى سنة 1420 هـ.
- الأمير مقرن بن عبد العزيز آل سعود من سنة 1420 هـ إلى 19 رمضان 1426 هـ.
- الأمير عبد العزيز بن ماجد بن عبد العزيز آل سعود من 19 رمضان 1426 هـ إلى 2 ربيع الأول 1434 هـ
- الأمير فيصل بن سلمان بن عبد العزيز آل سعود من 2 ربيع الأول 1434 هـ إلى 28 جمادى الأولى 1445هـ.
- الأمير سلمان بن سلطان بن عبد العزيز آل سعود من 28 جمادى الأولى 1445هـ إلى الآن.[6]

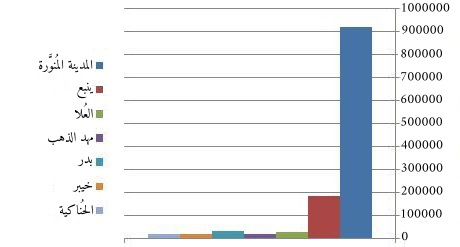
سكان المدن الرئيسية بمنطقة المدينة المنورة لسنة 2009

## المحافظات
يبلغ عدد محافظات إمارة المدينة ثمان محافظات، تقدم تقارير عن عملها للمقر الرئيس للإمارة، فيما يصل عدد مراكز الإمارة إلى 77 مركزاً، 44 منها من الفئة (أ) و33 من الفئة (ب).
- محافظة ينبع
- محافظة بدر
- محافظة العلا
- محافظة الحناكية
- محافظة مهد الذهب
- محافظة خيبر
- محافظة العيص
- محافظة وادي الفرع

## الموقـع
تقع منطقة المدينة المنورة في غرب المملكة العربية السعودية ما بين درجات الطول 36°39′ شرقاً ودرجات العرض 28°24′ شمالاً.

## أهمية موقع منطقة المدينة المنورة
مزايا منطقة المدينة المنورة
لمنطقة المدينة المنورة شأن متميز لعدة اعتبارات إستراتيجية ودينية واقتصادية محلية وإقليمية وعالمية.
يقدم النص التالي عرضاً تحليلياً شافياً للمزايا التي حبى الله منطقة المدينة المنورة بها، مزايا جعلتها تحتل هذا الموقع الرائد والمتصدر في المملكة والعالم.
القيمة الدينية لمنطقة المدينة المنورة
تكتسب المنطقة أهميتها الدينية من وجود المدينة المنورة، حيث المسجد النبوي الشريف الذي يؤمه ملايين الزائرين كل سنة من جميع بقاع العالم، وهذه سمة تنفرد بها المنطقة في العالم الإسلامي وفي العالم ككل، ووجود جسد النبي الطاهر في المدينة المنورة وبجواره صاحبيه أبو بكر الصدّيق وعمر بن الخطاب، والكثير الكثير من الصحابة وآل البيت رضوان الله عليهم مدفونون في المدينة المنورة مما يكسبها قدسيةً في قلوب المسلمين بمختلف مذاهبهم ولغاتهم.
كما أن أفضلية منطقة المدينة المنورة تمتد لتشمل العديد من العناصر، مثل: التراب والزرع والصاع والمد والشجر والصيد في حدود الحرم.
للإشارة، فإن النبي حث على السكن بالمدينة المنورة منذ أن حل بها مهاجراً منذ ما يزيد على أربعة عشر قرناً من الزمان.
كل هذه المزايا تجعل منطقة المدينة المنورة منطقة مهمة ومنفردة.
قيمة موقع منطقة المدينة المنورة
تتمثل قيمة موقع منطقة المدينة المنورة في وجودها في وسط العالم الإسلامي بالإقليم الغربي من المملكة العربية السعودية.
منذ القديم وقبل الإسلام، كان لموقع المدينة المنورة على طريق القوافل الدولي القديم (طريق البخور) الذي يربط جنوب الجزيرة العربية ببلاد الشام قيمة خاصة، نظراً لوفرة المنابع المائية به وخصوبة تربته وتوفره على حصانة طبيعية.
بعد توطن الإسلام بالمنطقة وانتشاره خلال ربع قرن من الزمان، تغيرت أهمية موقع المدينة من محطة تجارية إلى عاصمة سياسية لدولة مترامية الأطراف تمتد من بلاد فارس شرقاً حتى مصر غرباً.
فقدت المدينة المنورة وظيفتها السياسية عاصمة للدولة الإسلامية إثر نهاية عصر الخلفاء الراشدين، وانتقال العاصمة إلى الكوفة ثم دمشق ثم بغداد، إلا أنها ظلت محتفظة بقيمتها الدينية لكونها البقعة المقدسة التي يشد المسلمون إليها الرحال لزيارة مسجد الرسول، حيث قبره الشريف وقبري صاحبيه أبي بكر الصديق وعمر بن الخطاب.
من الإنجازات التي أكدت القيمة الإستراتيجية لموقع المدينة المنورة بناء الدولة العثمانية لخط سكة حديدي يربط المدينة المنورة ببلاد الشام سنة 1326 هـ، نتج عن هذا المشروع انتعاش اقتصادي وسهولة في الاتصال بالعالم الخارجي، غير أن خط السكة الحديدي ما لبث أن تعرض للتخريب خلال الحرب العالمية الأولى سنة 1332 هـ.
مع قيام المملكة العربية السعودية عام 1351 هـ، بدأ الازدهار والتطور يعم من جديد منطقة المدينة المنورة، أسهم في حدوث هذا الازدهار الموقـع الجغرافي الاستراتيجي للمنطقة، والسياسة الحكيمة التي سنتها الدولة السعودية؛ حيث استثمرت مبالغ مالية هائلة لإنجاز مشاريع التنمية خاصة في المدينة المنورة، وبالفعل كان لهذه المدينة حصة الأسد في خطط التنمية التي نفذت خلال العقود الماضية.
من العوامل الأخرى التي تساهم في إبراز قيمة الموقع الجغرافي لمنطقة المدينة المنورة ارتباطها بباقي مناطق المملكة بعدد مــن محاور الطرق الإقليمية، إذ تحتل المدينة المنورة المرتبة الأولى بين جميع مدن المملكة في هذا الصدد.
تربط محاور الحركة الإقليمية المدينة المنورة بالمناطق الموجودة داخل المملكة وبالدول المجاورة مثل: الأردن وسوريا وتركيا ومصر ودول الخليج العربي، كما أن وجود المدينة المنورة بالقرب من مكة المكرمة يعزز من قيمة موقعها، إذ ترتبط هاتان المدينتان المقدستان منذ بزوغ فجر الإسلام بشكل وثيق ببعضهما البعض.
تبلغ مساحة منطقة المدينة المنورة حوالي (150.000 كم2)

## السكان
- بلغ عدد سكان منطقة المدينة المنورة 2,137,983 نسمة حسب إحصاء تعداد السعودية 2022، وعدد السعوديين في المنطقة 1,352,146 نسمة، وعدد غير السعوديين 785,837 نسمة.[7]
- بلغ عدد سكان منطقة المدينة المنورة 2,188,138 نسمة حسب إحصاء عام 2018م.[8]

## المناخ
يسود منطقة المدينة المنورة في أغلب الأوقات مناخ يتميز بالحرارة الشديدة والجفاف في فصل الصيف والبرد القارس في فصل الشتاء.

## من أقوال النبي محمدﷺعن المدينة
قال: «أُمرتُ بقرية تأكل القرى يقولون يثرب وهي المدينة».
وقال: «إن الإيمانَ ليأرز إلى المدينة كما تأرز الحية إلى جحرها».
وقال: «ليعودَنًّ كل إيمان إلى المدينة حتى يكون كل إيمان بالمدينة».
وقال: «من استطاع أن يموت بالمدينة فليفعل، فإني أشفع لمن مات بها».
وقال: «من مات بالمدينة كنت له شهيدًا أو شفيعًا يوم القيامة».
صدق رسول الله ﷺ.

## النشاط الاقتصادي
تحتل منطقة المدينة المنورة مكانة متميزة في الاقتصاد السعودي، إذ تتركز بها العديد من الأنشطة الاقتصادية خاصة الأنشطة الصناعية، فالمدينة المنورة مركز أساس من مراكز الصناعات المتوسطة والصغيرة في المملكة، كما تعتبر ينبع مركزاً للصناعات الثقيلة.
يأتي التعدين على رأس الأنشطة التي أبرزت القيمة الاقتصادية لمنطقة المدينة المنورة، حيث يوجد بالمنطقة واحد من أهم مناجم الذهب بالمملكة. إلى ذلك تمثل المدينة المنورة أحد أكبر المراكز التجارية في المملكة، ويعود السبب في ذلك إلى وجود المسجد النبوي الشريف الذي يؤمه ملايين الزائرين، خاصة في موسمي الحج والعمرة؛ مما ينتج عنه رواج تجاري قوي تستفيد منه المنطقة والمملكة ككل. بجانب التعدين تزدهر بمنطقة المدينة المنورة العديد من الأنشطة الاقتصادية الأساس من زراعة، وتربية ماشية، وصيد أسماك، وسياحة، وتنقيب عن موارد الطاقة.

## وصلات خارجية
- موقع إمارة المدينة المنورة
- موقع أمانة المدينة المنورة